# 栃木県酒造組合

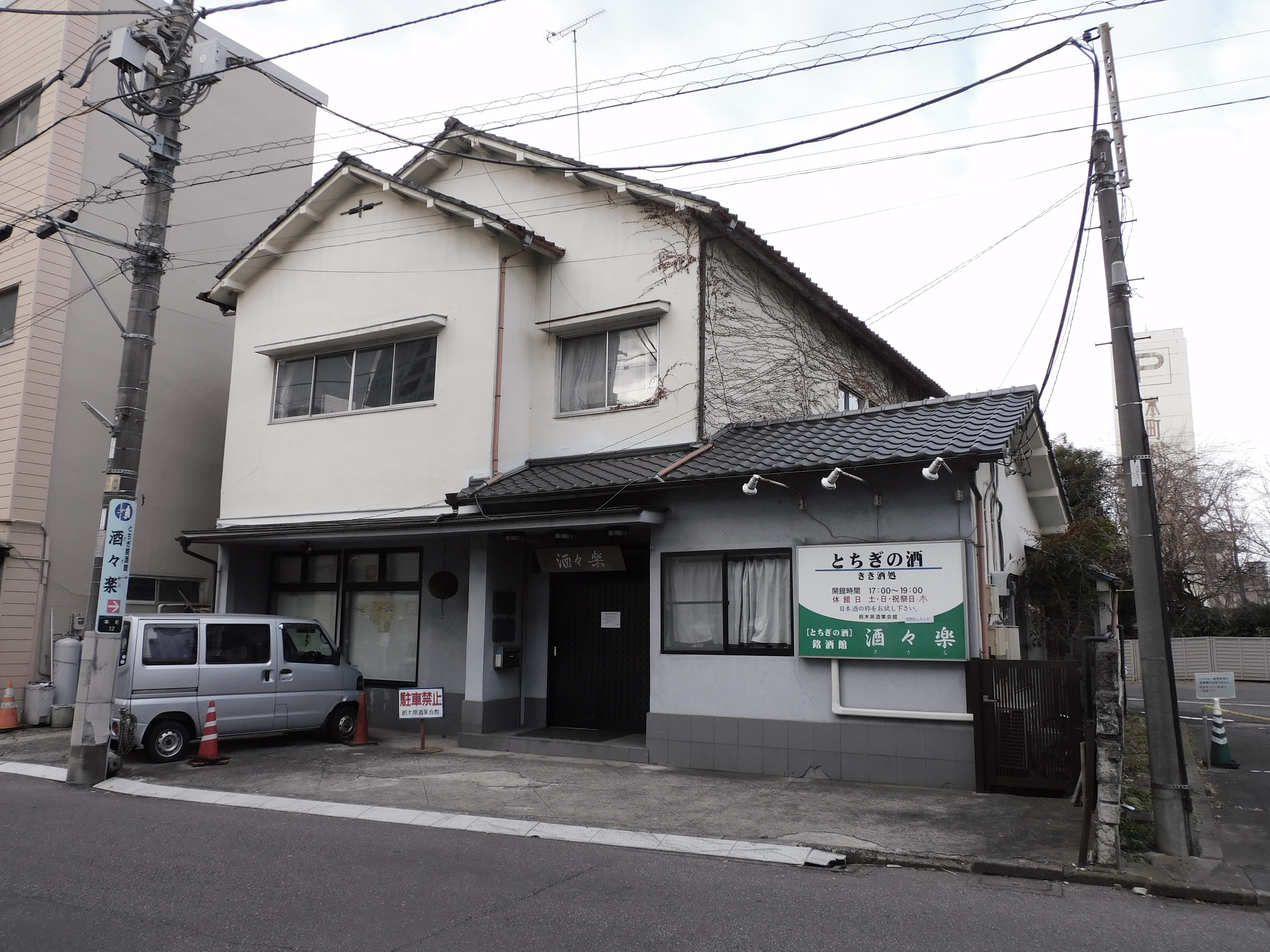
旧・栃木県酒造組合事務所 兼 酒々楽

栃木県酒造組合（とちぎけんしゅぞうくみあい）は栃木県の酒蔵で組織される組合。事務所は宇都宮市本町の官庁街にあったが、建物老朽化により、2024年（令和6年）2月に平出工業団地に位置する栃木県JAビル内に移転することとなった。

## 下野杜氏
栃木県産業技術センターの協力を受けて、2006年度（平成18年度）に「下野杜氏」の認定制度をスタートした。センターが課すカリキュラムを受講し、試験を受けることで認定される。2016年（平成28年）までに認定された下野杜氏は22人、2025年（令和7年）までで30人弱である。
そもそも、下野杜氏の制度を導入した背景には、昭和末期の栃木県の酒造業が越後杜氏や南部杜氏に依存しており、彼らの高齢化に酒造組合が危機感を抱いたことがある。1986年（昭和61年）時点で県内42醸造所で栃木県出身の杜氏が従事するのは1醸造所しかなく、32が越後杜氏、8が南部杜氏であった。栃木県食品工業指導所（後の栃木県産業技術センター）では、酒造組合を通して、生え抜きの杜氏による酒造を目指す若手のネットワーク形成から支援を開始し、2001年（平成13年）に組合を中心として地元酒造従業員養成講座を設置した。この講座では栃木県の酒蔵で酒造に従事していた越後杜氏・南部杜氏が講師となって技術指導を行い、翌2002年（平成14年）には県内33醸造所で11人の栃木県出身杜氏が酒造に従事した。2021年（令和3年）には県内29醸造所で19人の地元杜氏が酒造に従事し、南部杜氏は9人、越後杜氏は1人に減少した。
下野杜氏が合同でイベントを開くことがあり、2024年5月22日には大阪市の難波御堂筋ホールで新酒発表を行った。

## 催事
栃木クラフトビール推進協議会と合同で「とちぎ地元の酒で乾杯フェスタ」というイベントを開いている。
「初呑み切り」と称する新酒の出来栄えの審査会を毎年開催する。審査対象は前年の冬から当年の春までに醸造された新酒で、関東信越国税局職員ら5人の審査員が味、香り、色、熟成具合などを評価する。

## 酒々楽
2024年（令和6年）2月に移転するまで事務所は宇都宮市本町の木造2階建ての建物内にあり、1999年（平成11年）12月から建物の1階に栃木県内の全蔵元の日本酒を試飲できるアンテナショップ「酒々楽（ささら）」を開設していた。近隣の居酒屋や飲食店の経営に影響しないよう、営業時間は木曜日を除く平日の夕方2時間（午後5時から7時）、試飲できるのも1人10杯までとしていた。
しかし、建物は1947年（昭和22年）築で雨漏りが発生するなど老朽化が深刻なことから、2023年（令和5年）11月に組合の臨時総会を開催し、2024年2月に組合事務所の移転と1月31日をもって酒々楽の閉店を決定した。組合としては酒々楽の移転・継続を模索しているが、1杯100円または200円という料金体系（組合事務所内の店ということでテナント料はかかっていなかった）を維持できる適当な物件も無いことから、移転先は未定である。閉店後の2024年（令和6年）7月18日に、「ささらライトキューブ」と称し、宇都宮市のライトキューブ宇都宮で25の蔵元が出展する日本酒の飲み比べイベントを開催した。
酒造組合による酒々楽の後継施設は2025年（令和7年）4月現在も未定のままであるが、宇都宮市のウツノミヤテラスに嶋田屋酒店宮みらい店を出店する鹿沼市の嶋田屋本店が、宮みらい店を改修する形で県内28の蔵元の試飲ができる施設を2025年4月24日に設置した。同店は2022年（令和4年）の開店当時から試飲カウンターを有し、県内15の蔵元の日本酒を提供していたが、隣接するテナントが空いたことを受け、試飲施設の設置を決めた。提供価格は3銘柄1,200円からである。

## 組合員
2025年現在、30の蔵元が加入する。
- 小林酒造[12]
- 杉田酒造[12]
- せんきん[12]
- 天鷹酒造[12]
- 西堀酒造[12]
- 渡邊佐平商店[12]